# 百夫长坦克
百夫長主戰坦克（A41 Centurion）是英國在二次世界大戰末期開發的主戰坦克，雖然在戰爭結束前有6輛原型車送到歐洲戰場，可是並未趕上任何戰鬥。該戰車名字取自羅馬帝國的百夫長。
大戰結束後，百夫長持續生產並且在英國陸軍服役。由於設計優良，受到其他國家的青睞，成為西方國家在殖民地戰爭之後服役國家最多的坦克，同時也是服役最久的設計，它被視為是戰後初期最成功的戰車設計之一。
百夫長参加過韓戰、印巴戰爭、中東戰爭，越战，特别是赎罪日战争，成就了它最輝煌的戰史。以色列國防军第7装甲旅在戈蘭高地以100辆從舊型號進行沙漠氣候裝備升級的百夫長戰車击败了更新銳的叙利亞军500辆T-55和T-62的进攻。從1945年開始到2006年為止以色列国防軍仍在使用改裝自百夫長的裝甲運兵車與戰鬥工兵車。

## 研发历史
英國陸軍在二战时期延续30年代的战术思想，将坦克设计分为侦察巡逻用的輕型戰車、穿插包抄用的巡航坦克、以及突破阵地用的步兵坦克。这一理论对反坦克战认识不足，在二战中后期，尤其是诺曼底战役后受到了严重挑战。面对日益增加的六号坦克虎式和五号坦克豹式的威胁，英军的主力巡洋坦克克倫威爾在火力和装甲上均显落后。与此同时，1943年，英国成功研制出强大的QF 17磅炮，但现有的英国坦克均无法直接安装。为了应急，英国陆军部投入了一些过渡性的车辆，如A30挑戰者坦克和雪曼螢火蟲坦克，同时开始了新型巡洋坦克的设计。
1943年，戰車設計部局長克勞德·吉布爵士（Claude Gibb）要求提出一個新型巡航戰車設計，代號A41。巡航戰車在二戰後產出了多款性能平庸的型號，因此英國陸軍部特地指示需要對設計進行全盤改良，特別是要提高妥善率、可以承受88公厘炮的直接射擊、以及更好的抗地雷設計。A41巡航戰車初案在1943年9月完成，初案設計的戰車總重不超過40長噸（45短噸、41公噸），這個數值是遷就戰車運輸車與倍力橋的承載上限。此外車寬也受到英國鐵路寬度限制，要求車寬不得超越10英呎8英吋（3.25公尺），最好在10英呎3英吋（3.12公尺）內。在戰車設計部的堅持下，陸軍部放棄對A41巡航戰車的車速要求，但由於需要更好的操控靈敏度，因此戰車配備的變速箱增加為2個倒退檔，使倒車速度可以更快。经过多轮商讨，1943年10月，皇家装甲兵总监最终确定了A41重型巡洋坦克的设计指标。
戰車設計部對A41的設計思想是將火力和防御置于优先地位，因此在9月份還被拘限住的車重上限與車身尺寸限制也被取消，車重被放寬到45長噸（50短噸、46公噸），為了兼顧防禦力與火力配置的砲塔也放棄了鐵路運輸的能力，而是開發全新的戰車運輸卡車去解決遠程運輸時的後勤需求。10月份的設計指標，首次在巡洋坦克上要求具有69英寸的炮塔座圈以容纳17磅坦克炮，以及能抵禦88毫米炮直击的76毫米正面装甲 （88mm kwk36，六号戰車虎式的主炮，穿甲彈AP達120mm, 硬芯穿甲彈APCR達171mm), A41的炮塔和車體正面裝甲如果是受到正面射擊, 勉強可能抵擋）。发动机功率650马力，重量45吨。由于对先前承包商设计的不满，A41的开发由政府直属坦克设计局负责。
1944年5月，AEC公司在坦克设计局的指导下完成了第一辆全尺寸模型。这辆原型是英国坦克设计的一次创新，包括首次采用倾斜装甲、取消航向机枪、使用搭配外置螺旋弹簧的霍斯特曼懸吊裝置設計取代了内置的克里斯蒂懸掛，霍斯特曼懸吊雖然無法提供如同克里斯蒂懸吊的行車品質，惡化A41的車速水準，但是該懸吊裝置設計占用的體積較小，且妥善率更好，就算中雷也很易於更換單一懸吊組與戰車路輪。皇家兵工廠随后生产了20辆A41原型车用作对比测试，武器配置各有不同：
- 前5辆主武器为17磅炮，炮塔左侧装有独立俯仰的20毫米博尔斯通机炮，炮塔后部的球形机枪座里装有一挺7.92毫米貝莎機槍；

- 第6-10辆主武器为17磅炮，炮塔左侧装有独立俯仰的20毫米博尔斯通机炮，炮塔后部有逃生舱门；

- 第11-15辆主武器为17磅炮，炮塔左侧机枪座里装有一挺7.92毫米贝莎机枪，炮塔后部有逃生舱门；

- 第16-20辆主武器为较短的维克斯77mm坦克炮，炮塔左侧机枪座里装有一挺7.92毫米贝莎机枪，车体增加了航向机枪。

1945年4月，第一辆A41原型车下线并顺利通过性能测试，取名“百夫长”。同年5月，6辆百夫长被派往驻德的第22装甲旅，在战后的德国继续进行实地测试（代号“哨兵行动”）。百夫长在测试中表现良好，但原本用于攻击反坦克炮的20毫米机炮被认为华而不实，很快被7.92毫米机枪取代。
1945年8月，皇家装甲兵总监批准生产800辆百夫长坦克，其中包括100辆百夫长MK I（A41）和700辆百夫长MK II（A41A），后者采用了新型一体式铸造炮塔和传统的同轴机枪，并将首上装甲从76毫米加强至118毫米，生产于1945年11月开始。1946年10月，搭载新型20磅炮的百夫长MK III出现，MK III远优于之前的型号，并以此统一了生产线，之前的型号大多升级为MK III，或改造为装甲回收车。
英国陆军部试图以FV201通用坦克（A45）取代之前所有的巡洋坦克和步兵坦克，包括百夫长，但没有成功。FV201最终演变为短命的FV214 征服者重型坦克，而百夫长坦克历经多次升级，以优秀的火力和坚实的可靠性，确立了其在英国陆军中真正的“通用坦克”地位。
百夫長車內安裝了一具VBE No. 1電熱鍋提供熱水供戰車組員泡茶，根據慣例由裝填手來負責煮水泡茶的工作。百夫長是英國第一款全面安裝泡茶設備的裝甲車輛。

## 型号

### Mark 1
前装甲厚度76毫米。车体侧面与后部装甲为38毫米。炮塔主装甲厚152毫米。主炮为76.2毫米17磅炮。

### Mark 2
前装甲厚度118毫米。车体侧面与后部装甲为51毫米。全铸造炮塔。1945年11月开始大批量生产，首笔订单800辆。1946年12月首次入役，装备了第5皇家坦克团。

### Mark 3
主炮为新研制的QF 20磅炮（83.4毫米线膛炮）并配有火炮稳定仪。1948年开始生产。

### Mark 4
装备95毫米榴弹炮的近距离火力支援坦克，原定生产10辆，于1949年取消。

### Mark 5（FV 4011）

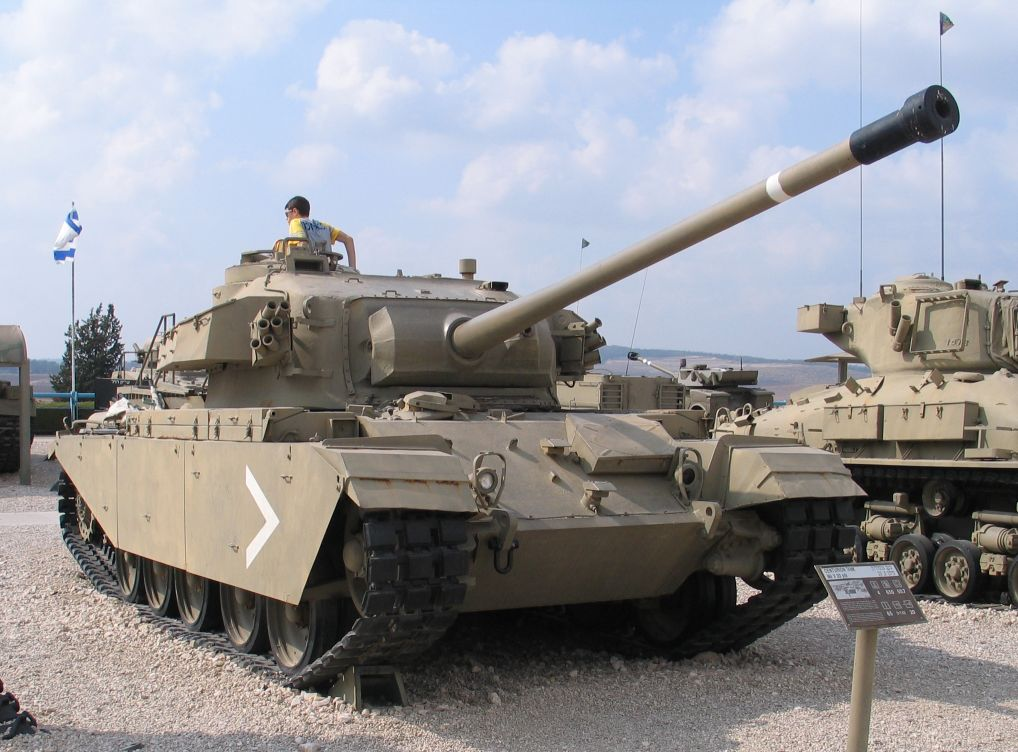
百夫长MK.V

貝莎機槍更换为白朗寧M1919中型機槍，取消了2英寸烟雾弹发射器和炮塔逃生舱门，修改了炮塔顶部布局。Mark 5/1型增强了首上装甲并增加了一挺12.7毫米测距枪；Mark 5/2型换装L7線膛炮，1959年投产。

### Mark 5 AVRE 工兵型 (FV 4003)
由Mark 5型改裝，將原先的主炮換成一門由英國皇家兵工廠生產的L9A1 165mm的榴彈砲，並於車體加裝一具推土鏟，後期還能在砲塔以及車身正面加掛反應裝甲。該型號於1962年開始生產，並參與過1991年的波斯灣戰爭。

### Mark 6
同时增强装甲并换装L7坦克炮的Mark 5型称为Mark 6。Mark 6/1型增加了红外夜视仪和炮塔储物篮；Mark 6/2型增加了测距枪。

### Mark 7（FV 4007）
修改了引擎盖，传动装置后部增加油箱，改善了弹药布局，并在车体侧面增加装填舱门。1953年开始生产。Mark 7/1型增强了首上装甲；Mark 7/2型换装L7線膛炮。

### Mark 8
采用加强型炮盾，改进了车长指挥塔和火控装置。Mark 8/1型增强了首上装甲；Mark 8/2型换装L7線膛炮。

### Mark 9（FV 4015）
同时增强装甲并换装L7坦克炮的Mark 7型称为Mark 9。Mark 9/1型增加了红外夜视仪和炮塔储物篮；Mark 9/2型增加了测距枪。

### Mark 10（FV 4017）
同时增强装甲并换装L7坦克炮的Mark 8型称为Mark 10。Mark 10/1型增加了红外夜视仪和炮塔储物篮；Mark 10/2型增加了测距枪。

### Mark 11
同时增加红外夜视仪和测距枪的Mark 6型称为Mark 11。

### Mark 12
同时增加红外夜视仪和测距枪的Mark 9型称为Mark 12。

### Mark 13
同时增加红外夜视仪和测距儀的Mark 10型称为Mark 13。

## 使用國
- 奥地利
- 加拿大 347輛，後被豹1取代，大部分都賣給以色列。
- 丹麦 已退役，被豹1取代。
- 埃及 由T-55，T-62，M60A3和M1A1取代。
- 印度 已退役。
- 伊拉克 已退役。
- 以色列 已退役，大部分被改裝成多用途車輛。
- 约旦[6] 大部分改裝為裝甲運兵車。
- 科威特 大約在1977年移交給索馬里。
- 黎巴嫩
- 利比亞
- 荷蘭 592輛Mk 3 + 66輛Mk 2 + 77輛Mk 7，1980年代被豹2 MPT取代。
- 新西兰 12輛全部退役，沒有再裝備新戰車。
- 新加坡 1975年從印度購買了63輛Mk3和Mk7，1993年至1994年從以色列購買了更多Mk3和Mk7，並通過新的主砲和柴油發動機升級至以色列標準，其後被豹2SG取代。
- 據報科威特向索馬里提供了大約35輛百夫長。
- 南非[7] MK1A坦克於1985年投入使用，MK1B坦克於1991年投入使用，MK2坦克於2007年投入使用。由於服役時間長，許多坦克在2000年代中期被指無法使用。為了糾正問題，南非政府2008年至2011年間花費1.17億蘭特升級坦克，以保持最佳狀態。目前南非國防軍裝備38 MK1A / 1B和26 MK2，而131輛正在封存，以及已改裝的2輛裝甲橋樑車（ABL)和16輛裝甲救援車（ARV） 。
- 瑞典 由Stridsvagn 122（豹2A5S）代替
- 瑞士 由豹2取代。
- 英国 被酋長坦克取代。

## 流行文化

### 电子游戏
《装甲战争》中在军火商Marat Shishkin的战车线上登场。当前可通过参与游戏中的活动获得高级战车8级百夫长AVRE工程坦克（主战坦克）。并且在戰爭雷霆中是4級高級中型坦克。

## 外部連結
- Tanks a Lot （页面存档备份，存于） Home of MK 5 AVRE Fosgene
- Centurion armour/technical data
- 英國帝國戰爭博物館連結 （页面存档备份，存于）
- Centurion （页面存档备份，存于）

| 论 编 | 二戰後歐洲裝甲戰鬥車輛 |